# کیلمور، ویکتوریا
کیلمور (به انگلیسی: Kilmore) یک شهرک در استرالیا است که در ویکتوریا (استرالیا) واقع شده‌است.